# کییچی یاجیما
کییچی یاجیما (انگلیسی: Kiichi Yajima؛ زادهٔ ۶ آوریل ۱۹۹۵) بازیکن فوتبال اهل ژاپن است.
از باشگاه‌هایی که در آن بازی کرده‌است می‌توان به باشگاه فوتبال توکیو اشاره کرد.